# Svjetionik Otočić Host
Svjetionik Otočić Host je svjetionik na sjevero-istočnoj strani otočića Host, na ulazu u viški zaljev na istoimenom otoku.
Izgrađen je 1873. godine kao kamena prizemnica s poligonalnom kulom – lanternom.

## Zaštita
Pod oznakom Z-5315 zavedena je kao nepokretno kulturno dobro – pojedinačno, pravna statusa zaštićena kulturnog dobra, klasificirano kao "profana graditeljska baština".

## Vanjske poveznice
|  | Zajednički poslužitelj ima još gradiva o temi Svjetionik Otočić Host |